# دیویس فینی
دیویس فینی (انگلیسی: Davis Phinney؛ زادهٔ ۱۰ ژوئیهٔ ۱۹۵۹) دوچرخه‌سوار اهل ایالات متحده آمریکا است.
وی در مسابقات کشوری و بین‌المللی در مجموع برندهٔ ۱ مدال برنز شده‌است.